# Genuri de jocuri video
Jocurile video sunt clasificate după genul lor. Deși nu există un criteriu universal acceptat, clasificarea jocurilor nu este întotdeauna consistentă sau schematică și câteodată arbitrară depinzând de surse.
Urmează o clasificare a celor mai întâlnite genuri de joc video cu o scurtă descriere și exemple.
Multe dintre jocuri se întâlnesc în mai multe categorii din cauza naturii subiective a multor genuri. De exemplu seria de jocuri Legend of Zelda are elemente de acțiune, aventură și RPG. Acest fapt devine din ce în ce mai pronunțat pentru că multe dintre jocurile ce se produc în zilele noastre sunt concepute deja să fie hibride, combinând elemente caracteristice unora sau mai multor stiluri (de exemplu, jocuri RPG de acțiune ca Diablo, Vagrant Story, și Baldur's Gate: Dark Alliance). Câteodată motivele din jocuri pot determina un gen.

## Tipuri de jocuri video
- Acțiune
  - Stealth-based
  - Acțiune-aventură
  - Supraviețuire
- Jocuri video de aventură
  - Grafică
  - Text
- Ocazional
- Lupte
- Platformă
- Puzzle
- Curse
- Role-Playing (RPG)
  - Roguelike
  - Dungeon crawl
  - MUD
- Simulare
- Sport
- Strategie
  - Real-time (RTS)
  - Turn-based
- Shooter-e
  - First Person (FPS)
  - Third Person (TPS)
  - Scrolling Shooter
  - Shooting (SHMUPS)
- Multiplayer
- Online
  - MMO